# Mohiuddinnagar
Mohiuddinnagar är en ort i Indien.   Den ligger i distriktet Samastīpur och delstaten Bihar, i den nordöstra delen av landet, 900 km öster om huvudstaden New Delhi. Mohiuddinnagar ligger 55 meter över havet och antalet invånare är 14 938.
Terrängen runt Mohiuddinnagar är mycket platt. Runt Mohiuddinnagar är det mycket tätbefolkat, med 1 313 invånare per kvadratkilometer. Närmaste större samhälle är Bārh, 10,6 km söder om Mohiuddinnagar. Trakten runt Mohiuddinnagar består till största delen av jordbruksmark.